# Campeonato Nacional de 1967 (Argentina)
O Campeonato Nacional de 1967 foi o segundo dos dois torneios jogados nesse ano, esta competição finalizou a trigésima sétima temporada da era profissional da Primeira Divisão do futebol argentino, que foi inicializada com a disputa do Campeonato Metropolitano no primeiro semestre de 1967. O certame foi disputado entre 8 de setembro e 17 de dezembro de 1967, e foi vencido pelo Independiente, treinado por Osvaldo Brandão, que sagrou-se campeão argentino pela oitava vez.

## Participantes
| Equipe                | Cidade              | Estádio                                        |
| --------------------- | ------------------- | ---------------------------------------------- |
| Boca Juniors          | Buenos Aires        | La Bombonera                                   |
| Central Córdoba       | Santiago del Estero | Central Córdoba                                |
| Chaco For Ever        | Resistência         | Estádio Juan Alberto García                    |
| Estudiantes           | La Plata            | Jorge Luis Hirschi                             |
| Ferro Carril Oeste    | Buenos Aires        | Arquitecto Ricardo Etcheverri                  |
| Independiente         | Avellaneda          | La Doble Visera                                |
| Lanús                 | Lanús               | La Fortaleza                                   |
| Quilmes               | Quilmes             | Quilmes                                        |
| Platense              | Vicente López       | Platense                                       |
| Racing Club           | Avellaneda          | El Cilindro                                    |
| River Plate           | Buenos Aires        | Monumental                                     |
| Rosario Central       | Rosário             | El Gigante de Arroyito                         |
| San Lorenzo           | Buenos Aires        | El Gasómetro                                   |
| San Lorenzo (MP)      | Mar del Plata       | Gral. San Martín                               |
| San Martín de Mendoza | San Martín          | Libertador Gral. San Martín Feliciano Gambarte |
| Vélez Sarsfield       | Buenos Aires        | José Amalfitani                                |

## Classificação final
| Pos | Equipes                     | J  | V  | E | D  | GM | GS | SG  | Pts |
| --- | --------------------------- | -- | -- | - | -- | -- | -- | --- | --- |
| 01. | Independiente               | 15 | 12 | 2 | 1  | 43 | 14 | +29 | 26  |
| 02. | Estudiantes de La Plata (M) | 15 | 9  | 6 | 0  | 19 | 8  | +11 | 24  |
| 03. | Vélez Sarsfield             | 15 | 8  | 4 | 3  | 28 | 14 | +14 | 20  |
| 04. | Rosario Central             | 15 | 8  | 4 | 3  | 26 | 13 | +13 | 20  |
| 05. | River Plate                 | 15 | 9  | 1 | 5  | 33 | 15 | +18 | 19  |
| 06. | CA San Lorenzo              | 15 | 7  | 4 | 4  | 32 | 15 | +17 | 18  |
| 07. | Boca Juniors                | 15 | 6  | 4 | 5  | 21 | 20 | +1  | 16  |
| 08. | Lanús                       | 15 | 8  | 0 | 7  | 23 | 26 | -3  | 16  |
| 09. | Ferro Carril Oeste          | 15 | 5  | 5 | 5  | 21 | 22 | -1  | 15  |
| 10. | Platense                    | 15 | 5  | 5 | 5  | 19 | 20 | -1  | 15  |
| 11. | Quilmes                     | 15 | 5  | 3 | 7  | 16 | 19 | -3  | 13  |
| 12. | Racing Club                 | 15 | 2  | 6 | 7  | 11 | 23 | -12 | 10  |
| 13. | San Martín de Mendoza       | 15 | 3  | 4 | 8  | 17 | 31 | -14 | 10  |
| 14. | Central Córdoba             | 15 | 2  | 5 | 8  | 11 | 25 | −14 | 9   |
| 15. | San Lorenzo (MP)            | 15 | 1  | 4 | 10 | 11 | 33 | −22 | 6   |
| 16. | Chaco For Ever              | 15 | 1  | 1 | 13 | 11 | 44 | −33 | 3   |

|  |          |
|  | Campeão. |

## Premiação
| Campeonato Nacional de 1967       |
| --------------------------------- |
| Independiente Campeão (8° título) |

## Goleadores
| Jogador | Jogador           | Gols | Equipe          |
| ------- | ----------------- | ---- | --------------- |
|         | Luis Artime       | 11   | Independiente   |
|         | Héctor Yazalde    | 10   | Independiente   |
|         | Oscar Más         | 9    | River Plate     |
|         | Héctor Veira      | 9    | San Lorenzo     |
|         | Norberto Madurga  | 8    | Boca Juniors    |
|         | Juan Ramón Verón  | 8    | Estudiantes     |
|         | Daniel Willington | 8    | Vélez Sarsfield |